# Starrcade (2019)
Starrcade (2019) foi um evento ao vivo de wrestling profissional e evento da WWE Network produzido pela WWE para as suas divisões de marca Raw e SmackDown. Aconteceu em 1º de dezembro de 2019 na Infinite Energy Arena em Duluth, Geórgia.
Onze lutas foram disputadas no evento, quatro das quais foram exibidas para o especial da WWE Network. No evento principal do show, "The Fiend" Bray Wyatt derrotou Braun Strowman para reter o WWE Universal Championship em uma luta steel cage ao escapar da jaula, enquanto que no evento principal da parte televisionada do show, Bobby Lashley derrotou Kevin Owens por desqualificação.
No meio da transmissão, a WWE começou a transmitir o restante do especial no YouTube; foi relatado que a WWE Network estava passando por uma grande interrupção do serviço, predominantemente no leste dos Estados Unidos.

## Produção

### Conceito
Starrcade, um evento ao vivo em circuito fechado, foi concebido em 1983 por Dusty Rhodes. O evento foi originalmente produzido sob a marca da National Wrestling Alliance (NWA) pelo membro da NWA Jim Crockett Promotions (JCP). A NWA e a JCP consideraram o Starrcade como seu evento principal do ano, da mesma forma que sua rival, a World Wrestling Federation, começaria a considerar a WrestleMania dois anos depois. Em 1988, a JCP foi vendida para a Turner Broadcasting e tornou-se  World Championship Wrestling (WCW), com o Starrcade sendo mantido pela WCW até 2000.
Após um hiato de 17 anos, a WWE reviveu o Starrcade como um house show da marca SmackDown em 25 de novembro de 2017. Em 24 de novembro de 2018, a WWE filmou um segundo evento Starrcade co-branded que foi ao ar como um especial da WWE Network de uma hora em 25 de novembro de 2018. Em 17 de setembro de 2019, a WWE anunciou que seu terceiro evento Starrcade iria ao ar ao vivo na WWE Network em 1 de dezembro de 2019.

### Histórias
| Função               | Nome             |
| -------------------- | ---------------- |
| Comentaristas        | Tom Phillips     |
| Comentaristas        | Byron Saxton     |
| Anunciador de ringue | Mike Rome        |
| Árbitros             | Shawn Bennett    |
| Árbitros             | Charles Robinson |
| Árbitros             | Dan Engler       |

Starrcade consistiu em lutas de wrestling profissional que envolviam vários lutadores diferentes de rivalidades e histórias preexistentes. Os lutadores retrataram heróis, vilões ou personagens menos distintos em eventos roteirizados que criaram tensão e culminaram em uma luta ou série de lutas, com resultados pré-determinados pelos escritores da WWE nas marcas Raw e SmackDown. As histórias foram produzidas nos programas semanais de televisão da WWE, Monday Night Raw e Friday Night SmackDown.

## Resultados
| Nº                                          | Resultados | Estipulações                                                | Tempo |
| ------------------------------------------- | --- | ----------------------------------------------------------- | ----- |
| Dark                                        | Seth Rollins derrotou Erick Rowan | Luta individual                                             | 12:46 |
| Dark                                        | Shinsuke Nakamura (c) (com Sami Zayn) derrotou The Miz                                                                                                 | Luta individual pelo WWE Intercontinental Championship      | 15:36 |
| 1                                           | The Street Profits (Angelo Dawkins e Montez Ford) (com Ric Flair) derrotaram The O.C. (Luke Gallows e Karl Anderson)                                   | Luta de duplas                                              | 10:06 |
| 2                                           | The Kabuki Warriors (Asuka e Kairi Sane) (c) derrotaram Becky Lynch e Charlotte Flair, Bayley e Sasha Banks, e Alexa Bliss e Nikki Cross por submissão | Luta 4-way de duplas pelo WWE Women's Tag Team Championship | 28:56 |
| 3                                           | Bobby Lashley (com Lana) derrotou Rusev por desistência                                                                                                | Luta Last Man Standing                                      | –     |
| 4                                           | Bobby Lashley (com Lana) derrotou Kevin Owens por desqualificação                                                                                      | Luta individual                                             | 14:16 |
| Dark                                        | Aleister Black derrotou Andrade (com Zelina Vega) | Luta individual                                             | 9:34  |
| Dark                                        | Ricochet derrotou Andrade (com Zelina Vega) | Luta individual                                             | 6:33  |
| Dark                                        | Randy Orton derrotou AJ Styles | Luta individual                                             | 20:58 |
| Dark                                        | Roman Reigns derrotou King Corbin | Luta individual                                             | 11:23 |
| Dark                                        | "The Fiend" Bray Wyatt (c) derrotou Braun Strowman escapando da jaula                                                                                  | Luta steel cage pelo WWE Universal Championship             | 10:32 |
| (c) – Refere-se aos campeões antes da luta. | |                                                             |       |